# 카툰 (만화)
카툰(cartoon)은 주로 정치적, 사회적 문제를 다루는 한 컷 짜리 시사 풍자 만화이다.
카툰은 일반적으로 비현실적이거나 반현실적인 스타일로 그려지고 자주 애니메이션되는 시각 예술의 한 유형이다. 특정 의미가 발전했지만 현대적인 사용법은 일반적으로 다음 중 하나를 나타낸다. 풍자, 캐리커처 또는 유머를 위한 이미지 또는 일련의 이미지, 또는 애니메이션을 위해 일련의 삽화에 의존하는 영화. 첫 번째 의미에서 카툰을 만드는 사람을 카투니스트라고 하고, 두 번째 의미에서는 일반적으로 애니메이터라고 한다.
이 개념은 중세에 시작되었으며 그림, 프레스코, 태피스트리 또는 스테인드 글라스 창과 같은 예술 작품을 위한 준비 드로잉을 처음으로 설명했다. 19세기에 1843년 펀치 잡지에서 시작된 카툰은 처음에는 아이러니하게도 잡지와 신문에 실린 유머러스한 작품을 언급하게 되었다. 그런 다음 정치 카툰과 코믹 스트립에도 사용되었다. 이 매체가 발전하면서 20세기 초반에는 인쇄 카툰과 유사한 애니메이션 영화를 지칭하기 시작했다.

## 같이 보기
- 캐리커처
- 만화